# Mid West (Australia Occidental)

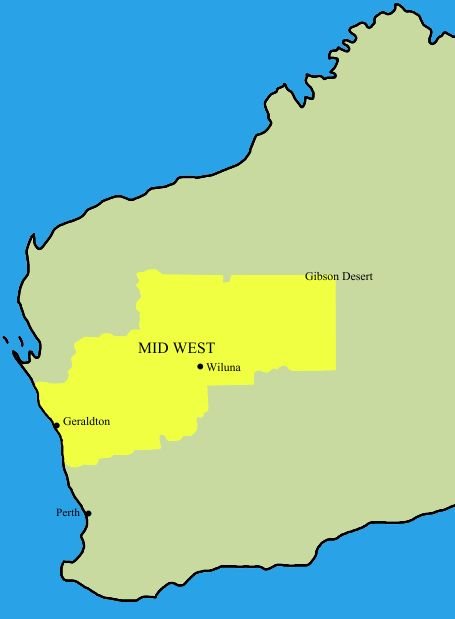
Ubicación de la región de Mid West en Australia Occidental.

La región de Mid West (en español, Medio Oeste) es una de las nueve regiones del estado australiano de Australia Occidental. Es una región muy dispersamente poblada; se extiende 200 km al norte y al sur de su centro asministrativo de Geraldton en la costa occidental australiana. Al este, se extiende más de 800 km tierra adentro hasta Wiluna en el desierto de Gibson.
Cuenta con un área total de 472.336 km² y una población permanente de unas 52.000 personas, más de la mitad de las cuales viven en Geraldton. Geraldton también es un importante centro de la industria turística.
La economía del Mid West varía según el clima y la geografía. Cerca de la costa, la precipitación entre 400 y 500mmm permiten la agricultura intensiva. Más al interior, la precipitación anual desciende hasta menos de 250mm, y allí la economía está dominada por la minería de oro, níquel y otros. El Mid West también cuenta con la industria pesquera de mayor valor en todo Australia Occidental.

## Gobiernos locales
La región de Mid West cubre las siguientes áreas de gobierno local:
- Carnamah
- Chapman Valley
- Coorow
- Cue
- Gran Geraldton
- Irwin
- Meekatharra
- Mingenew
- Morawa
- Mount Magnet
- Murchison
- Northampton
- Perenjori
- Sandstone
- Three Springs
- Wiluna
- Yalgoo